# Jamaica op de Olympische Zomerspelen 2008

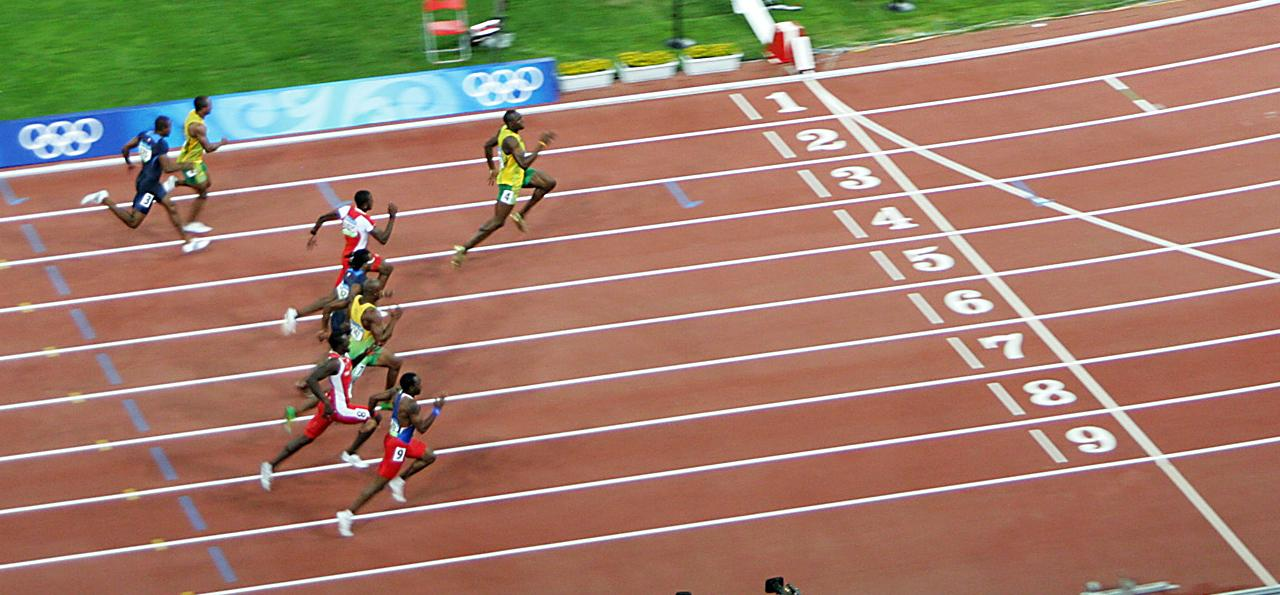
Usain Bolt wint de finale van de 100 meter

Jamaica nam deel aan de Olympische Zomerspelen 2008 in Peking, China. Jamaica debuteerde op de Zomerspelen in 1948 en deed in 2008 voor de vijftiende keer mee. Tot deze Spelen wist het zeven gouden medailles te winnen. Tijdens deze Spelen kwamen er zes bij, allemaal in de atletiek.

## Medailleoverzicht
| Sport    | Olympiër                                                          | Discipline      | Medaille |
| -------- | ----------------------------------------------------------------- | --------------- | -------- |
| Atletiek | Usain Bolt                                                        | 100m (m)        | Goud     |
| Atletiek | Usain Bolt                                                        | 200m (m)        | Goud     |
| Atletiek | Shelly-Ann Fraser                                                 | 100m (v)        | Goud     |
| Atletiek | Veronica Campbell                                                 | 200m (v)        | Goud     |
| Atletiek | Melaine Walker                                                    | 400m horden (v) | Goud     |
| Atletiek | Sherone Simpson                                                   | 100m (v)        | Zilver   |
| Atletiek | Kerron Stewart                                                    | 100m (v)        | Zilver   |
| Atletiek | Shericka Williams                                                 | 400m (v)        | Zilver   |
| Atletiek | Shericka Williams Shereefa Lloyd Novlene Williams Rosemarie Whyte | 4x400m (v)      | Zilver   |
| Atletiek | Kerron Stewart                                                    | 200m (v)        | Brons    |
| Atletiek | Chelsea Hammond                                                   | verspringen (v) | Brons    |

Usain Bolt was de meest opvallende Jamaicaan met 2 wereldrecords(1 keer een wereldrecord op de 100 meter en 1 keer een wereldrecord op de 200 meter). Hij won in totaal 3 gouden medailles. In 2017 moest de Jamaicaanse mannen hun gouden medaille van de 4x100 meter inleveren 

## Deelnemers en resultaten

### Atletiek
| Olympiër                                                                                               | Onderdeel              | Resultaat | Prestatie                                                                                                   |
| --- | ---------------------- | --------- | --- |
| Usain Bolt                                                                                             | 100m (m)               | Goud      | serie 1: 1ste in 10,20 kwartfinale 4: 1ste in 9,92 halve finale 1: 1ste in 9,85 finale: 1ste in 9,69 (WR)   |
| Michael Frater                                                                                         | 100m (m)               | 6e        | serie 4: 1ste in 10,15 kwartfinale 5: 1ste in 10,02 halve finale 1: 4de in 10,01 finale: 6de in 9,97        |
| Asafa Powell                                                                                           | 100m (m)               | 5e        | serie 2: 1ste in 10,16 kwartfinale 1: 3de in 10,12 halve finale 2: 1ste in 9,91 finale: 5de in 9,95         |
| Marvin Anderson                                                                                        | 200m (m)               | DNF       | serie 3: 3de in 20,85 kwartfinale 4: niet gefinisht                                                         |
| Usain Bolt                                                                                             | 200m (m)               | Goud      | serie 5: 2de in 20,64 kwartfinale 1: 1ste in 20,29 halve finale 2: 1ste in 20,09 finale: 1ste in 19,30 (WR) |
| Christopher Williams                                                                                   | 200m (m)               | 11e       | serie 2: 3de in 20,53 kwartfinale 2: 3de in 20,28 halve finale 1: 6de in 20,45                              |
| Sanjay Ayre                                                                                            | 400m (m)               | 27e       | serie 2: 5de in 45,66                                                                                       |
| Michael Blackwood                                                                                      | 400m (m)               | 25e       | serie 6: 4de in 45,56                                                                                       |
| Ricardo Chambers                                                                                       | 400m (m)               | 11e       | serie 4: 3de in 45,22 halve finale 2: 4de in 45,09                                                          |
| Aldwyn Sappleton                                                                                       | 800m (m)               | 41e       | serie 7: 6de in 1.48,19                                                                                     |
| Richard Phillips                                                                                       | 110m horden (m)        | 7e        | serie 1: 4de in 13,60 kwartfinale 1: 5de in 13,48 halve finale 1: 4de in 13,43 finale: 7de in 13,60         |
| Maurice Wignall                                                                                        | 110m horden (m)        | 6e        | serie 4: 4de in 13,61 kwartfinale 3: 1ste in 13,36 halve finale 2: 4de in 13,40 finale: 6de in 13,46        |
| Markino Buckley                                                                                        | 400m horden (m)        | 7e        | serie 3: 1ste in 48,65 halve finale 2: 3de in 48,50 finale: 7de in 48,60                                    |
| Danny McFarlane                                                                                        | 400m horden (m)        | 4e        | serie 2: 2de in 48,86 halve finale 2: 2de in 48,33 finale: 4de in 48,30                                     |
| Isa Phillips                                                                                           | 400m horden (m)        | 11e       | serie 4: 3de in 49,55 halve finale 1: 5de in 48,85                                                          |
| Dwight Thomas Michael Frater Nesta Carter Asafa Powell Usain Bolt                                      | 4x100m (m)             | DSQ       | serie 2: gediskwalificeerd                                                                                  |
| Michael Blackwood Allodin Fothergill Sanjay Ayre Ricardo Chambers Lansford Spence                      | 4x400m (m)             | 7e        | serie 2: 3de in 3.00,09 finale: 7de in 3.01,45                                                              |
| Herbert McGregor                                                                                       | verspringen (m)        | 26e       | kwalificatie groep B: 15de met 7,64m                                                                        |
| Dorian Scott                                                                                           | kogelstoten (m)        | 15e       | kwalificatie groep B: 8ste met 19,94m                                                                       |
| Maurice Smith                                                                                          | tienkamp (m)           | 8e        | 8205 punten                                                                                                 |
| |                        |           | |
| Shelly-Ann Fraser                                                                                      | 100m (v)               | Goud      | serie 6: 1ste in 11,35 kwartfinale 1: 1ste in 11,06 halve finale 1: 1ste in 11,00 finale: 1ste in 10,78     |
| Sherone Simpson                                                                                        | 100m (v)               | Zilver    | serie 9: 3de in 11,48 kwartfinale 2: 1ste in 11,02 halve finale 1: 4de in 11,11 finale: 2de in 10,98        |
| Kerron Stewart                                                                                         | 100m (v)               | Zilver    | serie 10: 1ste in 11,28 kwartfinale 4: 1ste in 10,98 halve finale 2: 1ste in 11,05 finale: 2de in 10,98     |
| Veronica Campbell-Brown                                                                                | 200m (v)               | Goud      | serie 5: 1ste in 23,04 kwartfinale 1: 1ste in 22,64 halve finale 1: 1ste in 22,19 finale: 1ste in 21,74     |
| Sherone Simpson                                                                                        | 200m (v)               | 6e        | serie 6: 2de in 22,94 kwartfinale 4: 1ste in 22,60 halve finale 2: 3de in 22,50 finale: 6de in 22,36        |
| Kerron Stewart                                                                                         | 200m (v)               | Brons     | serie 4: 3de in 23,03 kwartfinale 3: 1ste in 22,74 halve finale 1: 2de in 11,29 finale: 3de in 22,00        |
| Rosemarie Whyte                                                                                        | 400m (v)               | 5e        | serie 1: 1ste in 51,00 halve finale 3: 3de in 50,63 finale: 5de in 50,68                                    |
| Novlene Williams                                                                                       | 400m (v)               | 6e        | serie 6: 1ste in 51,52 halve finale 2: 3de in 51,06                                                         |
| Shericka Williams                                                                                      | 400m (v)               | Zilver    | serie 7: 1ste in 50,57 halve finale 1: 2de in 50,28 finale: 2de in 49,69                                    |
| Kenia Sinclair                                                                                         | 800m (v)               | 6e        | serie 3: 2de in 2.03,76 halve finale 3: 4de in 1.58,28 finale: 6de in 1.58,24                               |
| Vonette Dixon                                                                                          | 100m horden (v)        | 9e        | serie 2: 1ste in 12,69 halve finale 2: 5de in 12,86                                                         |
| Delloreen Ennis-London                                                                                 | 100m horden (v)        | 5e        | serie 3: 1ste in 12,82 halve finale 1: 2de in 12,67 finale: 5de in 12,65                                    |
| Brigitte Foster-Hylton                                                                                 | 100m horden (v)        | 6e        | serie 5: 1ste in 12,69 halve finale 2: 3de in 12,76 finale: 6de in 12,66                                    |
| Shevon Stoddart                                                                                        | 400m horden (v)        | 17e       | serie 1: 4de in 56,52                                                                                       |
| Melaine Walker                                                                                         | 400m horden (v)        | Goud      | serie 3: 1ste in 54,46 halve finale 2: 1ste in 54,20 finale: 1ste in 52,64 (NR) (OR)                        |
| Nickiesha Wilson                                                                                       | 400m horden (v)        | 6e        | serie 2: 3de in 55,75 halve finale 1: 5de in 54,67                                                          |
| Korene Hinds                                                                                           | 3000m steeplechase (v) | DNF       | serie 3: niet gefinisht                                                                                     |
| Mardrea Hyman                                                                                          | 3000m steeplechase (v) | DNF       | serie 2: niet gefinisht                                                                                     |
| Aleen Bailey Sheri-Ann Brooks Veronica Campbell-Brown Shelly-Ann Fraser Sherone Simpson Kerron Stewart | 4x100m (v)             | DNF       | serie 2: 1ste in 42,24 finale: niet gefinisht                                                               |
| Shericka Williams Shereefa Lloyd Novlene Williams Rosemarie Whyte                                      | 4x400m (v)             | Zilver    | serie 2: 2de in 3.22,60 finale: 2de in 3.20,40                                                              |
| Chelsea Hammond                                                                                        | verspringen (v)        | Brons     | kwalificatie groep A: 7de met 6,60m finale: 3de met 6,79m                                                   |
| Trecia Smith                                                                                           | hink-stap-springen (v) | 9e        | kwalificatie groep B: 5de met 14,18m finale: 9de met 14,12m                                                 |
| Zara Northover                                                                                         | kogelstoten (v)        | 31e       | kwalificatie groep B: 15de met 15,85m                                                                       |
| Olivia McKoy                                                                                           | speerwerpen (v)        | 34e       | kwalificatie groep B: 17de met 55,51m                                                                       |

### Paardensport
| Olympiër        | Onderdeel   | Resultaat | Prestatie      |
| Eventing        | Eventing    | Eventing  | Eventing       |
| --------------- | ----------- | --------- | -------------- |
| Samantha Albert | individueel | DNF       | niet gefinisht |

### Wielersport
| Olympiër      | Onderdeel  | Resultaat | Prestatie                         |
| ------------- | ---------- | --------- | --------------------------------- |
| Ricardo Lynch | keirin (m) | 13e       | 1ste ronde: 6de herkansingen: 3de |

### Zwemmen
| Olympiër       | Onderdeel           | Resultaat | Prestatie                  |
| -------------- | ------------------- | --------- | -------------------------- |
| Jevon Atkinson | 50m vrije slag (m)  | 45e       | serie 7: 4de in 22,83 (NR) |
|                |                     |           |                            |
| Natasha Moodie | 50m vrije slag (v)  | 37e       | serie 8: 5de in 25,95      |
| Alia Atkinson  | 200m schoolslag (v) | 25e       | serie 2: 2de in 2.29,53    |

Afghanistan · Albanië · Algerije · Amerikaanse Maagdeneilanden · Amerikaans-Samoa · Andorra · Angola · Antigua en Barbuda · Argentinië · Armenië · Aruba · Australië · Azerbeidzjan · Bahama's · Bahrein · Bangladesh · Barbados · België · Belize · Benin · Bermuda · Bhutan · Bolivia · Bosnië en Herzegovina · Botswana · Brazilië · Britse Maagdeneilanden · Bulgarije · Burkina Faso · Burundi · Cambodja · Canada · Centraal-Afrikaanse Republiek · Chili · China · Chinees Taipei · Colombia · Comoren · Congo-Brazzaville · Congo-Kinshasa · Cookeilanden · Costa Rica · Cuba · Cyprus · Denemarken · Djibouti · Dominica · Dominicaanse Republiek · Duitsland · Ecuador · Egypte · El Salvador · Equatoriaal-Guinea · Eritrea · Estland · Ethiopië · Fiji · Filipijnen · Finland · Frankrijk · Gabon · Gambia · Georgië · Ghana · Grenada · Griekenland · Groot-Brittannië · Guam · Guatemala · Guinee · Guinee‑Bissau · Guyana · Haïti · Honduras · Hongarije · Hongkong · Ierland · IJsland · India · Indonesië · Irak · Iran · Israël · Italië · Ivoorkust · Jamaica · Japan · Jemen · Jordanië · Kaaimaneilanden · Kaapverdië · Kameroen · Kazachstan · Kenia · Kirgizië · Kiribati · Koeweit · Kroatië · Laos · Lesotho · Letland · Libanon · Liberia · Libië · Liechtenstein · Litouwen · Luxemburg · Macedonië · Madagaskar · Malawi · Malediven · Maleisië · Mali · Malta · Marshalleilanden · Marokko · Mauritanië · Mauritius · Mexico · Micronesië · Moldavië · Monaco · Mongolië · Montenegro · Mozambique · Myanmar · Namibië · Nauru · Nederland · Nederlandse Antillen · Nepal · Nicaragua · Nieuw-Zeeland · Niger · Nigeria · Noord-Korea · Noorwegen · Oeganda · Oekraïne · Oezbekistan · Oman · Oostenrijk · Oost‑Timor · Pakistan · Palau · Palestina · Panama · Papoea-Nieuw-Guinea · Paraguay · Peru · Polen · Portugal · Puerto Rico · Qatar · Roemenië · Rusland · Rwanda · Saint Kitts en Nevis · Saint Lucia · Saint Vincent en Grenadines · Salomonseilanden · Samoa · San Marino · Sao Tomé en Principe · Saoedi-Arabië · Senegal · Servië · Seychellen · Sierra Leone · Singapore · Slovenië · Slowakije · Soedan · Somalië · Spanje · Sri Lanka · Suriname · Swaziland · Syrië · Tadzjikistan · Tanzania · Thailand · Togo · Tonga · Trinidad en Tobago · Tsjaad · Tsjechië · Tunesië · Turkije · Turkmenistan · Tuvalu · Uruguay · Vanuatu · Venezuela · Verenigde Arabische Emiraten · Verenigde Staten · Vietnam · Wit-Rusland · Zambia · Zimbabwe · Zuid-Afrika · Zuid-Korea · Zweden · Zwitserland
Uitgesloten van deelname: Brunei
1. ↑  IOC sanctions two athletes for failing anti-doping test at Beijing 2008